# کی میزوتانی
کی نیزوتانی (انگلیسی: Kei Mizutani؛ زاده ۷ مهٔ ۱۹۷۴) یک بازیگر زن اهل ژاپن است.